# Villa Valguarnera
(Dacia Maraini, Bagheria)
Villa Valguarnera è un complesso monumentale di interesse storico, architettonico e artistico situato a Bagheria, in provincia di Palermo.

## Storia
Villa Valguarnera è una delle ville settecentesche di Bagheria di maggiore interesse, sia per la qualità architettonica del complesso sia per la sua posizione nel paesaggio bagherese.

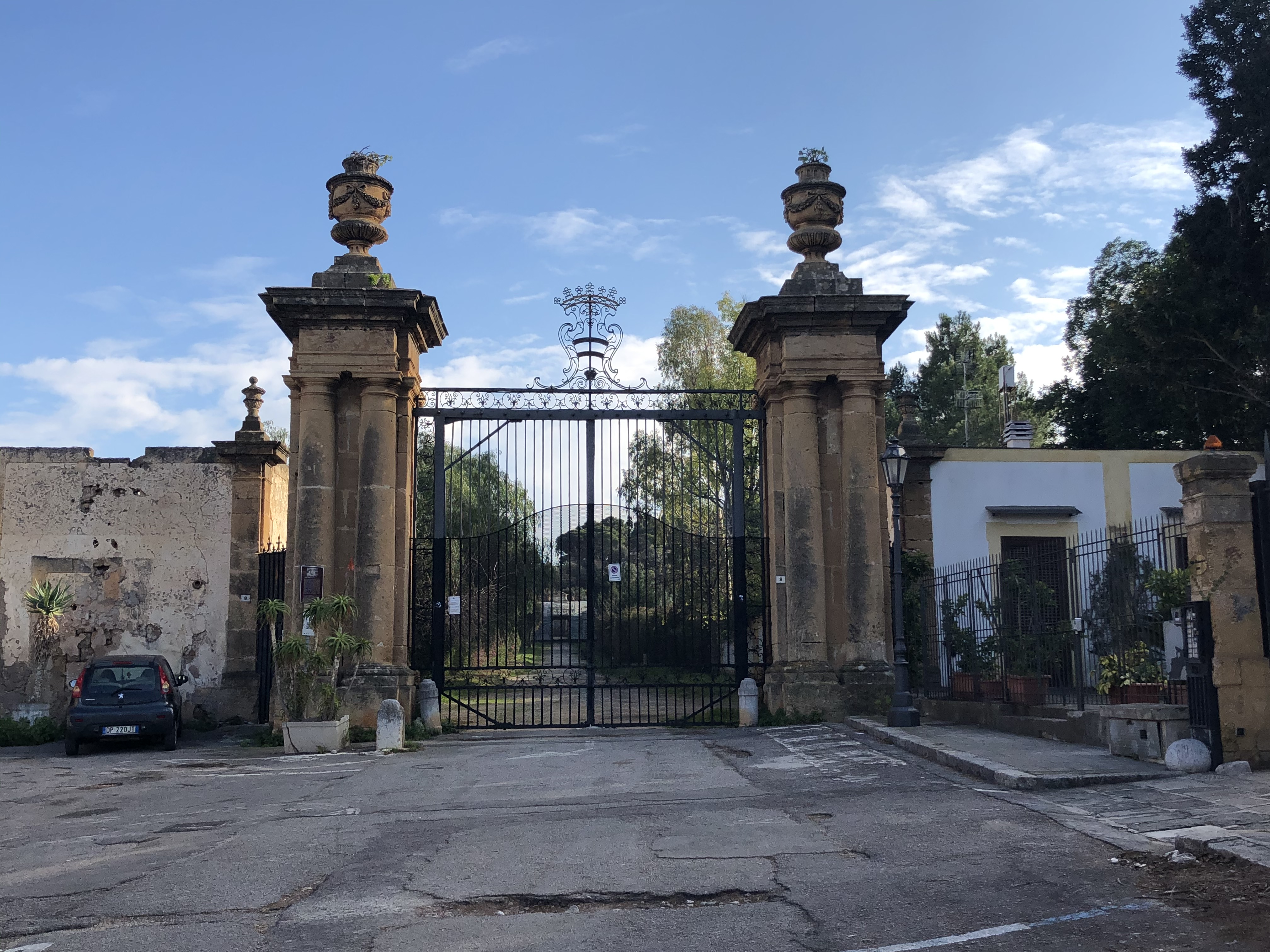
Ingresso alla villa

La costruzione iniziò nel 1712 su progetto di Tommaso Maria Napoli, architetto, domenicano, progettista negli stessi anni della vicina Villa Palagonia, in contatto con l'ambiente romano, che introduce un linguaggio architettonico di matrice berniniana e una chiarezza compositiva vicina agli esempi più avanzati del settecento italiano ed europeo, in particolare austriaco. Nella composizione planimetrica si ravvisano elementi derivanti da matrici esoteriche ed alchemiche, come ad esempio nella pianta claviforme e nella valorizzazione della vicina altura (Montagnola di Valguarnera, 105 m) - sulla cui sommità fu realizzata una balaustrata ottagonale - come percorso simbolico dalla terra alla sfera celeste, con sette sedili di sosta in numero pari alle sette fasi della trasformazione alchemica. 
Alla morte dell'architetto nel 1725, la villa non era ancora finita e fu poi significativamente modificata. In particolare, intorno al 1780, Giovan Battista Cascione Vaccarini fu l'autore dei nuovi prospetti e della sala ovale al piano nobile. Di grande interesse la teoria di saloni interni affrescati da Elia Interguglielmi e le statue marmoree di coronamento dell'attico opera di Ignazio Marabitti.
Un tempo l'edificio era circondato da un vasto parco, arricchito di coffee house, statue ed architetture neoclassiche.
Considerata già da Giuseppe Pitrè la più sontuosa fra le ville bagheresi, deve la sua fama anche ai tanti personaggi illustri che vi soggiornarono.
Particolarmente suggestiva la balconata sul golfo di Termini Imerese e il Monte Catalfano.
La villa fu edificata dai Principi Valguarnera ed ancora oggi è di proprietà dei loro eredi, i Principi Alliata di Villafranca. Il complesso è in fase di restauro da molti anni.
Negli anni cinquanta vissero a villa Valguarnera Fosco Maraini e Topazia Alliata di Salaparuta con la figlia Dacia, presso i genitori che risiedevano nella villa.
Nonostante l'intero parco sia soggetto a vincoli di inedificabilità assoluta dal 1913, ospita un intero quartiere abusivo.
Oggi la villa può anche essere affittata.

## La Montagnola
Al 1785 risale la Descrizione della Villa Valguarnera in cui viene descritta la cosiddetta Montagnola, rilievo calcareo incluso nel giardino della villa:
«Prima di arrivare alla cima s'incontra una grotta dentro della quale vi è dipinta dal fresco pennello di Giuseppe Crestadoro la favola d'Aci e Galatea assisi alle falde dell'Etna; in distanza vedesi il mare e Cupido scherza sopra un delfino. Fuori della grotta, sopra di una rocca così fatta dalla natura, giganteggia la statua di Polifemo in atto di suonar la sampogna, ed in un lato della rocca si legge la seguente ode uscita dall'aurea penna del chiarissimo Metastasio e che tanto fa a proposito al nostro soggetto: Se, scordato il primo amore, il furore in me si desta, l'onda, il monte e la foresta di ruine avvolgerò. D'Etna ancor la cima ardente crollerò fra tanto sdegno, e a Nettun nel proprio regno il tridente involerò.
Usciti dalla grotta, si trova una scalinata con parapetto dai lati che le serve di difesa e per varj ripiani conduce in cima della collina, che termina in un ottangolo con sedili all'intorno. Nel mezzo, sopra diversi gradini, posa un piedestallo; ed in cima la statua d'Urania, che con telescopio in mano mostra d'osservar le stelle».

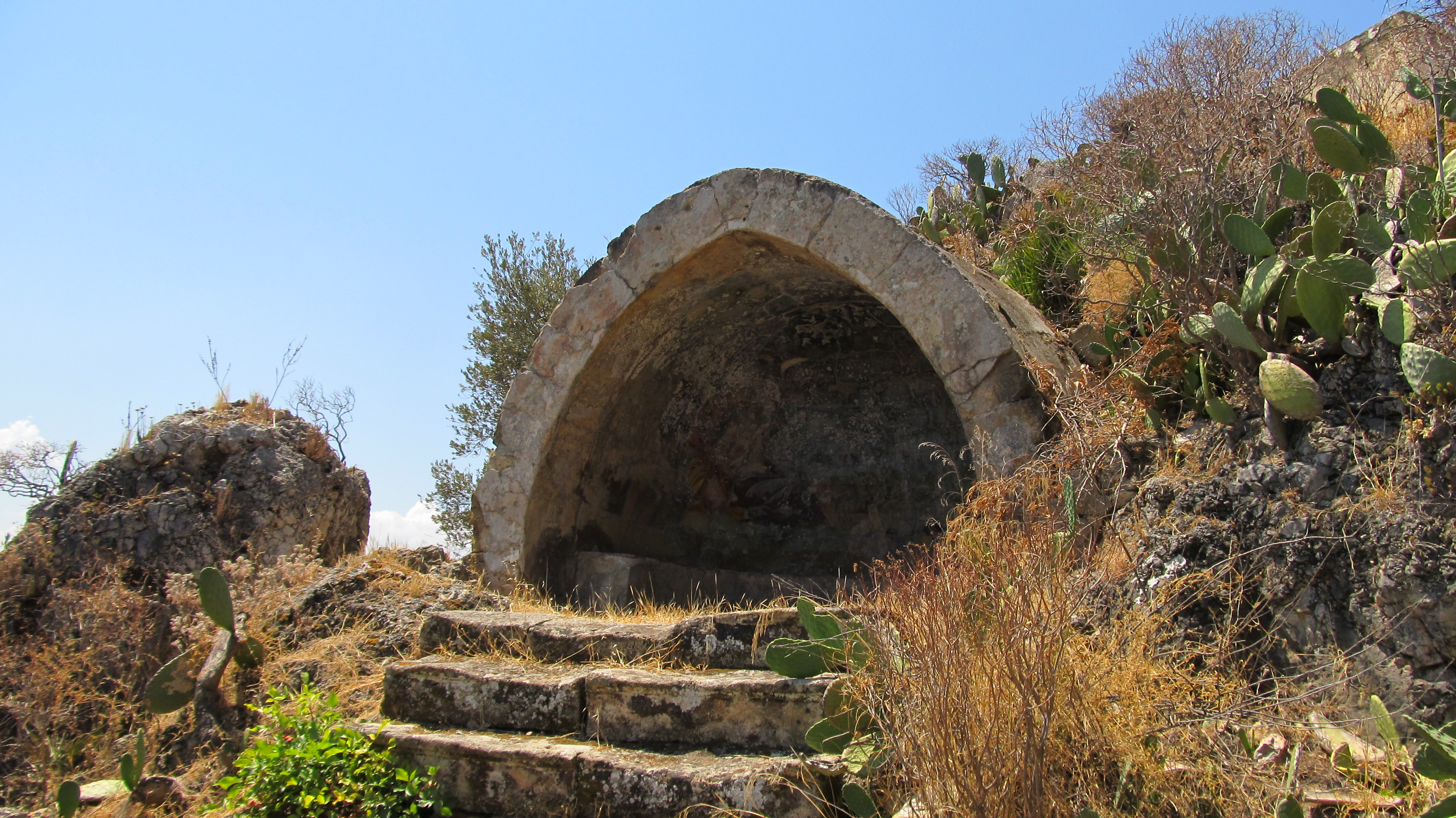
La grotta artificiale con l'affresco di Giuseppe Crestadoro raffigurante Aci e Galatea

## Film
La Villa è stata utilizzata come set cinematografico in diversi film e serie tv come:
- I cavalieri dalle maschere nere (I Beati Paoli) di Pino Mercanti;[8]
- La dea fortuna di Ferzan Ozpetek;[9]
- L'amore coniugale di Dacia Maraini;
- Anna di Niccolò Ammaniti;
- L'arte della gioia, regia di Valeria Golino;
- Il Gattopardo, regia di Tom Shankland, Laura Luchetti e Giuseppe Capotondi.

## Curiosità
All'interno della villa Valguarnera è ambientato anche il racconto autobiografico Bagheria (Maraini), pubblicato nel 1993, dalla scrittrice italiana Dacia Maraini.